# Theridion mauiense
Theridion mauiense là một loài nhện trong họ Theridiidae.
Loài này thuộc chi Theridion. Theridion mauiense được Eugène Simon miêu tả năm 1900.